# De Unitate Intellectus
De Unitate Intellectus contra averroistas (en français : De l'unité de l'intellect, contre les Averroïstes) est un livre écrit par Thomas d'Aquin en l'année 1270.

## Contexte
Depuis 1267 Bonaventure dispute intellectuellement les averroïstes, des philosophes qui tiennent en doctrine deux points : d'une part l'unité de l'intellect, de l'autre, de l'éternité du monde. Doctrines évidemment inacceptables dans le cadre chrétien et latin de la faculté des arts :

« De la présomption téméraire de l'investigation philosophique procèdent les erreurs des philosophes, comme de poser que le monde est éternel et qu'il y a un seul intellect en tous les hommes. Poser le monde éternel, c'est pervertir toute la sainte Ecriture et revient à dire que le Fils de Dieu ne s'est pas incarné. Mais poser qu'il y a un seul intellect en tous les hommes revient à dire qu'il n'y a ni vérité de foi, ni salut des âmes, ni observance des commandements, et que le pire homme sera sauvé et le meilleur damné. »

L'averroïsme se présente à Thomas d'Aquin par les six propositions doctrinales suivantes :
1. L'homme particulier est constitué par l'âme sensitive individuelle, étendue et unie au corps.
2. L'intellect « matériel » (ou « possible ») est une substance séparée et éternelle, séparée du corps, unique pour tous les hommes et qui n'est pas forme substantielle du corps.
3. L'intellect agent est une substance séparée qui a pour fonction d'abstraire les universaux des particuliers.
4. La connaissance particulière s'effectue chez l'homme par la médiation d'images individuelles.
5. La connaissance particulière est appelée intellect spéculatif, lequel est individué et destructible du fait de son union avec les images.
6. L'intellect agent et l'intellect matériel, une fois la connaissance humaine accomplie, forme, dans leur union, l'intellect acquis. C'est par cet état que l'homme acquiert la félicité.

Le De Unitate est alors un livre écrit en période de crise, crise qui semble impliquer toute la philosophie.

## Contenu
Le livre se divise en cinq chapitres. Les deux premiers semblent être des chapitres qui concernent spécialement les aspects philologiques du débat, et les trois suivants ceux qui sont du genre de l'argumentation.
Dans le premier chapitre, il s'agit pour Thomas d'Aquin de manifester les contradictions inhérentes à la lecture d'Averroès du De Anima ; la doctrine du stagirite est à l'opposé de la doctrine du monopsychisme. Chaque thèse averroïste se voit contredite avec une phrase du Traité. Le chapitre se conclut par la phrase :

« [48] Ainsi donc, à considérer avec soin la quasi-totalité des paroles consacrées par Aristote à l'intellect humain, ce que fut sa doctrine apparaît clairement : l'âme humaine est l'acte d'un corps et l'intellect possible est une de ses parties ou puissances. »

Le second chapitre termine la critique philologique en montrant la contradiction que tient Averroès d'avec la tradition péripatétique ; les commentaires de Thémistius, de Théophraste, et d'Alexandre d'Aphrodise se voient opposés, par l'analyse de Thomas, au commentaire d'Averroès. Averroès est même décrit comme le "dépravateur" et le "corrupteur" du péripatétisme.
Si les deux premiers chapitres tentent à isoler Averroès - n'étant ni inscrit dans la tradition aristotélicienne, ni véritablement en adéquation avec ce que dit textuellement Aristote - les trois derniers montrent l'impossibilité de l'averroïsme. En effet, si le troisième chapitre est une attaque contre l'affirmation de la séparation de l'intellect d'avec l'âme humaine, le quatrième et le cinquième chapitre font démonstration de la multiplicité de l'intellect - réfutations qui s'effectuent à la fois positivement : en démontrant l'impossibilité de l'unité de l'intellect possible (dans le quatrième chapitre) ; et négativement : en démontrant la possibilité et la nécessité de la multiplicité de ces intellects, montrant le faux qu'il y a à l'affirmation de son impossibilité (cinquième chapitre).